# Liste der Flaggen in Rheinland-Pfalz
Die Liste der Flaggen in Rheinland-Pfalz enthält die Flaggen der kreisfreien Städte und Landkreise in Rheinland-Pfalz, Deutschland.

## Landesflagge
Die Landesflagge ist zugleich auch Landesdienstflagge.
| Bundesland      | Hissflagge | Banner | Kommentare |
| --------------- | ---------- | ------ | --- |
| Rheinland-Pfalz | 2:3        |        | Durch Gesetz festgelegt am 10. Mai 1948: „Landesfarben und Landeswappen bestimmt ein Gesetz.“ „Die Landesfarben sind schwarz-rot-gold.“ „Das Landeswappen hat die Form des heraldischen Rundschildes. Dieser ist durch eine aufsteigende eingebogene Spitze gespalten und zeigt rechts in silbernem Feld ein rotes durchgehendes Kreuz, links in rotem Feld ein silbernes sechsspeichiges Rad und in der aufsteigenden schwarzen Spitze einen rotgekrönten, rotbewehrten goldenen Löwen. Das Wappen ist von einer goldenen Volkskrone (Weinlaub) überhöht.“ „Die Landesflagge zeigt in drei gleich breiten Querstreifen von oben nach unten die Farben Schwarz, Rot und Gold. In der oberen Ecke an der Stange, bis in die Hälfte des roten Querstreifens übergreifend, befindet sich das Landeswappen.“ „Die Landesflagge kann die Form einer Hißfahne, einer Hängefahne und eines Banners haben.“ |

## Landkreise
Nach der Landkreisordnung haben die Landkreise das Recht, Wappen und Flaggen zu führen, aber erst seit 1973. Beides muss von der Aufsichtsbehörde genehmigt werden. Dazu werden Zeichnungen erstellt, die die Landesarchive auf heraldische Richtigkeit überprüfen. Zur Genehmigung wird eine Urkunde erteilt.
| Landkreis               | Hissflagge | Banner                    | Kommentare |
| ----------------------- | ---------- | ------------------------- | --- |
| Ahrweiler               |            |                           | Genehmigt am 29. September 1982: Text der Genehmigungsurkunde: "a) Beschreibung der Hißflagge: Hißflagge 3:5 (Verhältnis Breite = senkrecht zu Länge = waagrecht): Zu gleichen Teilen von Grün, Weiß und Schwarz geteilt (= waagrechte Streifen). Innerhalb der Stockseite (= der dem Flaggenmast zugekehrten Tuchhälfte) mit dem Wappen des Landkreises Ahrweiler belegt, so daß die Teilungslinie zwischen Grün und Weiß mittig sich mit der Teilungslinie des Wappens deckt. b) Beschreibung des Banners: Banner an Querstange 5:2,5 (Verhältnis Breite = senkrecht - hier von der Querstange abwärts - zu Länge = waagrecht): Zu gleichen Teilen von Grün, Weiß und Schwarz gespalten (= senkrechte Streifen in der Reihenfolge von links = von heraldisch rechts). In der oberen Hälfte mit dem Wappen des Landkreises Ahrweiler belegt, so daß die Spaltlinie zwischen Grün und Weiß mittig sich mit dem Spalt des Wappens deckt." |
| Altenkirchen            |            |                           | Genehmigt am 8. März 1990: Text der Genehmigungsurkunde: "Die Flagge zeigt zwei gleichbreite senkrechte Streifen in Rot und Gelb. Auf der Mittelachse, etwas nach oben verschoben, ist das Wappen des Landkreises aufgelegt, was wie folgt beschrieben wird: Von Rot und Gelb gespalten durch eingeschobene, eingebogene, aufsteigende silberne Spitze, darin ein von Schwarz und Rot geschliffenes Balkenkreuz; vorn in Rot ein blaubewehrter, doppelschwänziger, herschauender Löwe; hinten in Gold ein schwarzer Maueranker. Die Kreisflagge kann in Form einer Hißflagge geführt werden." |
| Alzey-Worms             |            |                           | Genehmigt am 3. August 1988: Text der Genehmigungsurkunde: "Die Flagge ist von Rot und Gelb gespalten bzw. geteilt und enthält folgendes Wappen: Von Gold und Rot geteilt, oben ein liegender roter Drache mit erhobener rechter Pranke, unten eine schrägliegende goldene Fiedel. Die Kreisflagge kann in Form eines Banners oder einer Hißfahne geführt werden." |
| Bad Dürkheim            |            |                           | Genehmigt am 30. April 1981: Text der Genehmigungsurkunde: "Die Flagge des Landkreises Bad Dürkheim ist geviert von Weiß und Grün, darin das Wappen, das wie folgt beschrieben wird: Gespalten durch einen mit zwei Trauben mit grünen Weinblättern belegten silbernen Pfahl von Schwarz und Blau; rechts ein linksgewendeter, rotbewehrter, schreitender goldener Löwe; links ein rotbewehrter silberner Adler. Die Kreisflagge kann die Form einer Hißflagge, einer Hängefahne oder eines Banners haben." |
| Bad Kreuznach           |            | Foto                      | inoffiziell, von der Kreisverwaltung bestätigt Nachweis 1964, Foto |
| Bernkastel-Wittlich     |            | BannerHängeflagge         | Genehmigt am 19. März 1984: Text der Genehmigungsurkunde: "Die Hißfahne im Größenverhältnis 3 : 5 zeigt in Grün (Smaragd) einen silbernen (weißen) Schrägstreifen vom Liek (= Saum der Stockseite) unten zum Flugsaum oben, dessen Breite ein Drittel der Flaggenhöhe beträgt. In der Mitte der Flagge das Kreiswappen (Unter silbernem Schildhaupt mit durchgehendem roten Kreuz, eingebogene aufsteigende in rot und weiß geschachtelt Spitze, rechts ein roter Krebs auf gold, links auf rot aufrecht stehende Schlüssel, deren Schließblätter halb aufeinander gelegt sind), der Wappenschild doppelt so hoch wie der jeweilige Abstand des oberen Flaggenrandes zum oberen Schildrand bzw. des unteren Flaggenrandes zum unteren Schildrand. Das Banner im Größenverhältnis 2 : 5 zeigt in Grün (Smaragd) einen silbernen (weißen) Schrägstreifen vom Flugsaum links zum Liek (am Flaggenstock querzum Flaggenmast) rechts, wie der Betrachter es sieht, dessen Breite ein Drittel der Flaggenbreite beträgt. In der Mitte der Flagge das Kreiswappen, das Wappenschild halb so hoch, wie der jeweilige Abstand des oberen Flaggenrandes zum oberen Schildrand bzw. des unteren Flaggenrandes zum unteren Schildrand. Die Hängefahne im Größenverhältnis 3 : 5 zeigt in Grün (Smaragd) einen silbernen (weißen) Schrägstreifen vom Flugsaum rechts zum Liek links, wie der Betrachter es sieht, dessen Breite ein Drittel der Flaggenbreite beträgt. In der Mitte der Flagge das Kreiswappen, der Wappenschild sechs Siebentel so hoch wie der jeweilige Abstand des Flaggenrandes am Stock zum oberen Schildrand bzw. des Flaggenrandes an der Flugseite zum unteren Schildrand." |
| Birkenfeld              |            |                           | Inoffiziell geführt, Foto |
| Cochem-Zell             |            |                           | Genehmigt am 9. März 1984: Text der Genehmigungsurkunde: "Das Banner im Größenverhältnis von 1,00 x 2,50 zeigt zwei gleich breite Längsstreifen schwarz und weiß, aufgelegt in der Mitte im oberen Drittel das Landkreis-wappen (Schild schräglinks geteilt, vorne in Weiß rotes Balkenkreuz, belegt mit weißem Hifthorn, hinten in Schwarz ein wachsender rotbewehrter, -gezungter und -gekrönter gelber Löwe). Die Kreisflagge kann auch die Form einer Hißfahne oder einer Hängefahne haben." |
| Donnersbergkreis        |            |                           | Genehmigt am 27. Oktober 1981: Text der Genehmigungsurkunde: “Die Flagge des Donnersbergkreises ist von Blau und Gelb geteilt bzw. gespalten, darin das Wappen, das wie folgt beschrieben wird: Durch eine eingebogene grüne Spitze, darin eine goldene strahlende Sonne, von Gold und Silber geteilt, rechts ein rotes, links ein blaues sechsspeichiges Rad.” Die Kreisflagge kann die Form einer Hißfahne, einer Hängefahne oder eines Banners haben." |
| Eifelkreis Bitburg-Prüm |            |                           | Genehmigt am 4. Oktober 1983: Text der Genehmigungsurkunde: "Die Flagge des Landkreises Bitburg-Prüm (Hißfahne) im Größenverhältnis 29,00 x 16,00 zeigt waagerechte rot-weiß-rote Streifen im Verhältnis 29,00 x11,00 x 2,50, in der Mitte im weißen Streifen aufgelegt das Kreiswappen (geviert; 1. rotes Balkenkreuz in Silber; 2. goldener Turm mit blauem Tor in rot, beseitet von je einem silbernen sechsstrahligen Stern über silbernem Nagelspitzkreuz; 3. silbernes Salvatorlamm in Rot; 4. neun mal geteilt von Silber und Blau). Die Kreis kann unter entsprechender Beachtung der o.a. Größenverhältnisse auch die Form einer Hängefahne oder eines Banners haben." |
| Germersheim             |            |                           | Genehmigt am 23. November 1978: Text der Genehmigungsurkunde: "Die Flagge des Landkreises Germersheim zeigt die Farben Blau-Gold-Blau im Verhältnis 1:2:1, in Gold das Kreiswappen, das wie folgt beschrieben wird: Von Schwarz und Blau durch einen silbernen Wellenbalken geteilt, oben ein wachsender, rot gekrönter und gewehrter goldener Löwe, unten ein durchgehendes silbernes Kreuz, in blauem Herzschild ein rot bezungter und bewehrter goldener Adler. Die Kreisflagge kann die Form einer Hißfahne, einer Hängefahne oder eines Banners haben." |
| Kaiserslautern          | Foto       | Banner 1963Banner aktuell | Nach Angaben der Kreisverwaltung inoffiziell geführt seit 1963, Foto |
| Kusel                   |            |                           | Genehmigt am 19. Februar 1979: Text der Genehmigungsurkunde: "Die Flagge des Landkreises Kusel ist gespalten von Gold und Blau, darin mit schwarzem Schildrand das Kreiswappen, das wie folgt beschrieben wird: In Schwarz vor Silber gespaltenem Schilde vorn ein linksgewendeter goldener rotbewehrter Löwe (Zweibrücken), hinten ein blauer rotbewehrter Löwe (Grafschaft Veldenz). Die Kreisflagge kann die Form einer Hißfahne, einer Hängefahne oder eines Banners haben." |
| Mainz-Bingen            |            |                           | Genehmigt am 13. April 1984: Text der Genehmigungsurkunde: "Die Flagge des Landkreises Mainz-Bingen ist von Schwarz und Gelb gespalten bzw. geteilt, darin das Wappen, das wie folgt beschrieben wird: Unter goldenem Schildhaupt, darin ein rot bewehrter schwarzer Adler, von Rot und Schwarz gespalten, rechts ein sechsspeichiges silbernes Rad, links ein rot bekrönter und -bewehrter goldener Löwe. Die Kreisflagge kann die Form einer Hißfahne, einer Hängefahne haben" |
| Mayen-Koblenz           |            |                           | inoffiziell seit 7.7.1971 |
| Neuwied                 |            |                           | Genehmigt am 18. April 1986: Text der Genehmigungsurkunde: "Die Flagge des Landkreises Neuwied ist von Weiß - Rot - Weiß gespalten bzw. geteilt im Verhältnis 3 : 4 : 3, im mittleren roten Feld ist bei der Hißfahne in der Mitte und beim Banner im oberen Drittel das Kreiswappen (in Silber eine eingeschweifte goldene Spitze, darin ein blauer Pfau; vorne ein durchgehendes schwarzes, hinten ein durchgehendes rotes Kreuz) aufgelegt. Die Kreisflagge kann die Form einer Hißfahne oder eines Banners haben." |
| Rhein-Hunsrück-Kreis    |            |                           | Genehmigt am 10. Januar 1991: Text der Genehmigungsurkunde: "Die Flagge in Form eines Banners, Größenverhältnis 1.200 : 2.700, ist in der Mitte senkrecht geteilt,vorn blau, hinten gelb. Das Wappen des Rhein-Hunsrück-Kreises liegt mit seinem Spalt auf der Teilungslinie der Flagge in deren Mitte. Über dem Sechsfach blau-gelb gestückten Schildhaupt des Kreiswappens sechs ebenso schmale Längsstreifen in verwechselten Farben gelb-blau bis zum Flaggenstock." |
| Rhein-Lahn-Kreis        |            |                           | Genehmigt am 15. Juli 1978: Text der Genehmigungsurkunde: "Die Flagge des Rhein-Lahn-Kreises ist blau-rot geteilt und in der oberen Hälfte mit dem Kreiswappen belegt, das wie folgt beschrieben wird: Feld von Blau und Rot schräggeteilt, belegt mit einem goldenen Löwen. Die Kreisflagge hat die Form einer Hängefahne." |
| Rhein-Pfalz-Kreis       |            |                           | Genehmigt am 28. Oktober 1977: Text der Genehmigungsurkunde: "Die Flagge des Landkreises Ludwigshafen a. Rh. ist geviert von Gelb und Rot, darin das Wappen des Landkreises Ludwigshafen, das wie folgt beschrieben wird: Im schräglinks durch einen silbernen Wellenbalken geteilten Schild oben rechts in Schwarz ein goldener, rotbewehrter, nach links schreitender Löwe, unten links in Blau ein silbernes schwebendes Kreuz, aufgelegt ein roter Herzschild mit zwei goldenen Seerosenblättern an sich zweimal kreuzenden tengeln. Die Kreisflagge kann die Form einer Hißflagge, einer Hängefahne oder eines Banners haben." |
| Südliche Weinstraße     |            |                           | Genehmigt am 7. Juni 1978: Text der Genehmigungsurkunde: "Die Flagge des Landkreises Südliche Weinstraße ist geviert von Gelb und Rot, darin das Wappen des Landkreises Südliche Weinstraße, das wie folgt beschrieben wird: Der Schild, in Schwarz und Blau durch einen silbernen Schräglinksbalken geteilt, ist belegt mit einem roten Herzschild, darin eine goldene Krone, Oben ein linkshin gewendeter, rotbewehrter goldener Löwe, unten ein Silbernes schwebendes Kreuz, beseitet von je einer goldbestielten Weintraube mit Blatt. Die Kreisflagge kann die Form einer Hißflagge, einer Hängefahne oder eines Banners haben." |
| Südwestpfalz            |            |                           | Genehmigt am 1. August 1983: Text der Genehmigungsurkunde: "Die Flagge des Landkreises Pirmasens ist von Rot und Gelb geteilt bzw. gespalten, darin das Wappen, das wie folgt beschrieben wird: Von Gold und Schwarz gespalten, rechts drei rote Sparren übereinander, links ein rechtshin gewendeter gekrönter rotbewehrter Löwe. Die Kreisflagge kann die Form einer Hißfahne, einer Hängefahne oder eines Banners haben." |
| Trier-Saarburg          |            |                           | Banner genehmigt am 18. Dezember 1978, Hissflagge genehmigt am 18.2.1994: Text der Genehmigungsurkunden: "Die Flagge ist geteilt in die Farben rot-weiß, darin das Wappen des Landkreises Trier-Saarburg, das wie folgt beschrieben wird: In neunmal von Silber und Blau geteiltem Schilde ein rotes Balkenkreuz, belegt mit goldnem Herzschild, darin auf schwarzem Berg eine rote Zinnenburg mit nach vorn gerücktem Spitztürmchen. Statt der Farben Silber und Gold sind {im Wappen die Farben Weiß und Gelb zu verwenden. Die Kreisflagge hat die Form einer Hängefahne." "Hißflagge mit zwei gleichbreiten waagerechten Streifen, oben rot, unten weiß. In der Mitte das Wappen des Landkreises Trier-Saarburg." |
| Vulkaneifel             |            |                           | Nach Angaben der Kreisverwaltung führt der Kreis keine Flaggen |
| Westerwaldkreis         |            |                           | Genehmigt am 2. Februar 1976: Text der Genehmigungsurkunde: "Die Kreisflagge zeigt in drei gleich breiten Querstreifen von oben nach unten die Farben Grün, Weiß und Schwarz, In der oberen Hälfte an der Stange ist die Flagge mit dem Kreiswappen belegt. Die Kreisflagge kann die Form einer Hißfahne, einer Hängefahne und eines Banners haben." |

## Aufgelöste Landkreise
| Kreis   | Hissflagge | Banner | Kommentare                                |
| ------- | ---------- | ------ | ----------------------------------------- |
| Koblenz |            |        | inoffizell geführt, Nachweis 1964 Quelle: |
| Mainz   |            |        | inoffizell geführt, Nachweis 1964         |

## Kreisfreie Städte
Nach der Gemeindeordnung haben die Kommunen das Recht, Wappen und Flaggen zu führen. Beides muss von der Aufsichtsbehörde genehmigt werden. Dazu werden Zeichnungen erstellt, die die Landesarchive auf heraldische Richtigkeit überprüfen. Zur Genehmigung wird eine Urkunde erteilt.
| Stadt                      | Hissflagge | Banner                    | Kommentare |
| -------------------------- | ---------- | ------------------------- | --- |
| Frankenthal (Pfalz)        |            | Banner 1955Banner aktuell | genehmigt am 12.Mai 1955: Text der Genehmigungsurkunde: "Auf Grund des § 6 der Gemeindeordnung für Rheinland-Pfalz erteilen wir hierdurch der Stadt Frankenthal/Pfalz die Genehmigung zur Füihrung einer eigenen Flagge. Die in den Farben Gold und Rot gehaltene Flagge zeigt das mit unserem Erlaß vom 27. November 1954 - 322-01 = verliehene Stadtwappen." Quelle: Banner 1955; aktueller Banner |
| Kaiserslautern             |            |                           | |
| Koblenz                    |            |                           | |
| Landau in der Pfalz        |            | Banner 1945–61            | genehmigt am 10.Januar 1961: Text der Genehmigungsurkunde: "Die Hißflagge besteht aus den waagerechten Streifen Schwarz und Weiß und dem Wappenschild in der Mitte des Flaggentuches, parallel zur Fahnenstange. Der Wappenschild soll ungefähr die halbe Höhe der Fahne ausmachen, so daß er oben und unten bis zur Mitte des Streifens reicht. Der Halbrundschild ist höher als breit. Die Bannerfahne am stehenden Mast zeigt das Wappen im obersten Viertel der Fahne, das möglichst quadratisch sein soll. Dieses obere Feld mit dem Wappenschild ist von der Streifenfahne abzugrenzen. Das obere Feld ist in "verwechselten Farben", also schwarz-weiß, zu halten" |
| Ludwigshafen am Rhein      |            |                           | Genehmigt am 31. März 1938: Hissflagge: Von Rot und Gelb und Rot im Verhältnis 1:3:1 geteilt. Bannerflagge: In gelbem Quadrat das Wappen, darunter von Rot und Gelb und Rot zu gleichen Teilen geteilt. Das heutige Wappen der Stadt Ludwigshafen zeigt in Rot einen gesenkten goldenen Anker. (Genehmigt am 14. September 1937 durch den Reichsstatthalter in Bayern.) |
| Mainz                      |            |                           | Die Flagge ist der Stadt Mainz zeigt auf rotem Flaggentuch die Figur des Stadtwappens und ist damit eine Wappenflagge. „Das Wappen der Stadt Mainz zeigt zwei sechsspeichige silberne Räder, die durch ein Kreuz verbunden sind, auf rotem unten rundem Schild.“ Die Stadtfarben sind Rot-Weiß. (Wappen in der Form des 16. bis 18. Jahrhunderts erneut verliehen 1915 durch Großherzog Ernst Ludwig von Hessen) |
| Neustadt an der Weinstraße |            |                           | genehmigt am 5.März 1985: Text der Genehmigungsurkunde: "Die Flagge ist unter bzw. neben einem schwarzen Quadrat bzw. Rechteck, darin das Stadtwappen (ein rotbewehrter, -bezungter und -gekrönter gelber Löwe), von Schwarz und Gelb gespalten bzw. geteilt. Die Stadtflagge kann die Form einer Hißfahne, einer Hängefahne oder eines Banners haben." |
| Pirmasens                  |            |                           | |
| Speyer                     |            |                           | |
| Trier                      |            |                           | |
| Worms                      |            |                           | |
| Zweibrücken                |            |                           | Flagge seit mindestens 1937 Quelle |